# Perumpakan Benjadi
Perumpakan Benjadi is een bestuurslaag in het regentschap Bener Meriah van de provincie Atjeh, Indonesië. Perumpakan Benjadi telt 63 inwoners (volkstelling 2010).